# Церковь Александра Невского (Киев)
Церковь Александра Невского — утраченный православный храм в Киеве, в Мариинском парке. Был построен в 1889—1890 годах. Разрушен большевиками в 1930-х годах. На его месте с 1948 по 2023 год стоял памятник генералу Николаю Ватутину.

## Создание
Престижный район Киева — Липки — долгое время не имел собственной приходской церкви, и службы происходили в многочисленных домовых церквях или в церкви Спаса на Берестове. Настоятель этой церкви вместе с жителями Дворцового района Киева первым в 1881 году затронул вопрос о построении на Липках церкви, на которую, однако, тогда не хватило средств. Лишь в 1887 году по инициативе и при активном участии Фёдора Трепова-старшего был организован меценатский коллектив, в который вошли основные киевские богачи — Яков Бернер, Михаил Дегтерёв, Николай Терещенко, Фёдор Терещенко и другие.
16 июля 1888 года, к 900-летию крещения Руси, по проекту Владимира Николаева было заложено, а уже 27 августа 1889 года освящено пышное здание в неовизантийском стиле, рассчитанное на 400 прихожан. Шестнадцать окон центрального зала обеспечивали освещение храма, семь колоколов были привезены из Москвы, а иконостас из тёмного дуба по эскизу Николаева был изготовлен киевскими плотниками (мастерская Даболинга). Иконы на медных досках написал петербургский художник Тронин. Одной из первых служб новой церкви стала панихида по её главному спонсору Трепову, который умер 13 ноября 1889 года и был похоронен в Выдубицком монастыре.
Храм стал епархиальным вместо церкви Спаса на Берестове, из которой в новую церковь перенесли некоторую утварь: крест и ризы Петра Могилы, чашу 1642 года, Евангелие 1631 года. Владимир Николаев исполнял в храме обязанности церковного старосты.

## Разрушение
Когда точно снесли церковь Александра Невского — неизвестно. Повод для снесения был, по-видимому, тот же, что и для остальных храмов Киева — «реконструкция города». Возможно, храм снесли из-за намерения построить в этой местности здание НКВД (теперь здание Кабинета Министров Украины) или Всеукраинского Исполнительного Комитета (Верховная Рада), а соседство органов государственной власти с культовым сооружением расценили как «нежелательное».